# Пезина Специје (Верона)
Пезина Специје је насеље у Италији у округу Верона, региону Венето.
Према процени из 2011. у насељу је живело 689 становника. Насеље се налази на надморској висини од 255 м.